# Jennifer Beals
Jennifer Beals (sinh ngày 19 tháng 12 năm 1963) là nữ diễn viên điện ảnh, người mẫu thời trang người Mỹ. Thành công lớn nhất trong sự nghiệp diễn xuất của cô phải nhắc đến vai diễn Alexandra "Alex" Owens trong bộ phim Flashdance (1983) và Bette Porter trong loạt phim truyền hình The L Word của đài Showtime do Mỹ và Canada hợp tác sản xuất.

## Tiểu sử

### Cuộc sống
Jennifer Beals (tên khai sinh Jennifer Sue Beals) sinh ra tại miền Nam Chicago. Cha của cô - Alfred Beals là một người Mỹ gốc Phi, ông làm chủ một cửa hàng tạp hóa trên đường 82 và đại lộ Indiana; còn mẹ của cô bà Jeanne Anderson là một giáo viên tiểu học, bà mang trong mình hai dòng máu của Mỹ và Ailen. Jennifer Beals là người con thứ hai trong gia đình, anh trai cô tên Gregory sinh năm 1958, đã trở thành nhà báo sau khi tốt nghiệp đại học Yale và hiện nay đang làm việc cho Liên Hợp Quốc; người em trai mang tên Bobby sinh năm 1964.
Cha của Jennifer Beals qua đời năm 1974 ở tuổi 61, khi đó cô chỉ mới 9 tuổi. Sau khi ông qua đời, cả gia đình chuyển lên khu phía Bắc của thành phố và sinh sống gần công viên Lincoln. Năm 1981, mẹ cô tái giá với Edward Cohen.
Khi 13 tuổi, Jennifer Beals bắt đầu đi làm việc ở hiệu kem Baskin-Robbins để kiếm tiền trang trải học phí và nhờ chiều cao mà cô thuyết phục được ông chủ rằng mình đã đủ 16 tuổi. Hiện nay Jennifer Beals cao 5 feet 9 inches (tương đương 1.75m). Tuy nhiên công việc này không kéo dài bao lâu vì cô cảm thấy nhàm chán.
Jennifer Beals học trung học ở trường Francis W. Parker School danh tiếng. Cô tốt nghiệp Đại học Yale và nhận bằng cử nhân ngành văn học vào năm 1987. Khi quay bộ phim Flashdance, cô phải hoãn lại một học kỳ đại học của mình. Trong suốt thời gian học tập tại Yale, cô trọ tại ký túc xá trường Cao đẳng Morse.

## Sự nghiệp diễn xuất

### Phim điện ảnh
Jennifer Beals xuất hiện lần đầu tiên với một vai diễn khiêm tốn trong My Bodyguard (1980) sau đó trở nên nổi tiếng nhờ vai diễn Alex Owens trong phim Flashdance. Bộ phim này có doanh thu cao thứ ba trong ngành điện ảnh Hoa Kỳ vào năm 1983. Flashdance kể về câu chuyện của cô bé Alex 18 tuổi tràn đầy ước mơ và khát vọng, Alex ban ngày làm thợ hàn nhưng về đêm lại hóa thân thành một vũ công vô cùng rực lửa trên sân khấu, mục tiêu của cô là có thể được nhận vào học ở trường dạy khiêu vũ danh tiếng. Cô được đề cửa giải Quả cầu vàng và bộ phim giành được giải Oscar cho Bài hát xuất sắc nhất.
Sau khi quay xong Flashdance, cô trở về trường tiếp tục học tập và chỉ quay duy nhất một bộ phim trong suốt thời gian đó. Jennifer Beals quay bộ phim kinh dị The Bride (1985) trong kỳ nghỉ hè, phóng tác dựa trên tác phẩm kinh điển Bride of Frankenstein (1935). Đạo diễn Joel Schumacher mời cô tham gia bộ phim St. Elmo's Fire nhưng cô từ chối vì muốn tập trung cho việc học.
Năm 1989, cô quay trở lại với vai diễn của một ma cà rồng dữ dội và khát máu bên cạnh nam diễn viên Nicolas Cage trong bộ phim Vampire's Kiss. Jennifer Beals đóng cặp cùng với nam diễn viên Denzel Washington trong bộ phim Devil in a Blue Dress (1995) và The Book of Eli (2010). Đến nay, Jennifer Beals đã tham gia diễn xuất trên 50 bộ phim.

### Phim truyền hình
2000 Malibu Road (1992) là bộ phim truyền hình đầu tiên mà cô tham gia diễn xuất trong vai Perry Quinn.
Năm 2007, Jennifer Beals đóng vai Sarah Winston trong bộ phim truyền hình mang tên My Name Is Sarah. Trong phim, cô đóng vai một phụ nữ hoàn toàn tỉnh táo nhưng lại tham gia vào Hội những người nghiện rượu vô danh với mục đích tìm tư liệu để viết sách. Sau đó, Sarah nhận ra mình đã nảy sinh tình yêu với một hội viên khác; cuối cùng Sarah phải đối mặt với những hậu quả khi sự thật được phơi bày.
Vai diễn nổi bật nhất của Jennifer Beals chính là từ series phim truyền hình The L Word, cô thủ vai Bette Porter, một nhân vật đồng tính nữ có học thức được trưởng thành từ hệ thống giáo dục Ivy League. Và theo yêu cầu của cô, nhân vật Bette cũng là một người da màu với những mối quan hệ xã hội phức tạp. Cô đầu tư nghiên cứu sâu sắc nhân vật Bette Porter trên khía cạnh là giám đốc của một viện bảo tàng nghệ thuật tại California: "Tôi bị ám ảnh bởi công việc của Bette, bởi vì chính Bette cũng bị nhiều ám ảnh bởi chính công việc của mình."
Loạt phim truyền hình này kéo dài 6 năm và kết thúc vào tháng 3/2009.
Ngoài ra, Jennifer Beals cũng tham gia bộ phim Lie To Me, cô đóng vai Zoe Landau - vợ cũ của nhân vật Cal Lightman do Tim Roth thủ vai.
Năm 2011, Jennifer Beals đóng vai nữ chính trong series phim truyền hình điều tra, hành động The Chicago Code của đài Fox. Nhân vật Teresa Colvin của cô là nữ sĩ quan cảnh sát cao cấp đầu tiên ở thành phố Chicago.
Jennifer Beals đã từng từ chối lời đề nghị tham gia chương trình Dancing with the Stars và phát biểu rằng: "Tôi không phải là vũ công. Phía ban tổ chức đã đưa ra lời mời nhưng tôi phải từ chối. Người ta có thể cho một chiếc xe tải chở đầy tiền đến đỗ trước cổng nhà tôi nhưng tôi sẽ không tham gia."

## Cuộc sống riêng tư
Jennifer Beals kết hôn với đạo diễn Alexandre Rockwell vào năm 1986 tại New York và cuộc hôn nhân này kéo dài đến năm 1996.
Ngày 14 tháng 6 năm 1998, cô kết hôn lần thứ hai với Kenneth L. Dixon - một doanh nhân người Canada tại Michigan. Ken có hai người con, một trai và một gái từ cuộc hôn nhân trước. Ngày 18 tháng 10 năm 2005, Jennifer Beals sinh người con gái đầu lòng và cả gia đình hiện đang sinh sống tại thành phố Los Angeles.
Một số bạn thân của Jennifer Beals: Elizabeth Berkley (Saved By The Bell, Showgirls), Isabel Snyder (nhà nhiếp ảnh), Marlee Matlin (Children of a Lesser God, The L Word), Jodie Foster (Silence of the Lambs), Pam Grier (Foxy Brown, The L Word) và đạo diễn Quentin Tarantino (Pulp Fiction), Steve Buscemi, Jon Stewart, Jennifer Jason Leigh.

## Hoạt động xã hội
Jennifer Beals miêu tả mình là người theo chủ nghĩa tinh thần, cô quan tâm sâu sắc đến Kinh Thánh, đạo Thiên Chúa và đạo Phật.
Cô cũng là người đứng lên bảo vệ quyền lợi cho những người đồng tính: "Sau sáu năm sống với nhân vật Bette Porter, tôi cảm nhận được rằng mình đã trở thành một thành viên danh dự trong cộng đồng đồng tính".
Jennifer Beals rất yêu thích nhiếp ảnh và quyển sách The L Word Book tuyển tập với hơn 400 bức ảnh đen trắng mà cô từng chụp trong quá trình đóng phim The L Word đã được xuất bản vào năm 2010. Năm 1989, Jennifer Beals đã từng đến Haiti để chụp ảnh cho những cuộc bầu cử.
Jennifer Beals là đại biểu danh dự cho buổi diễu hành Sanfrancisco Pride Parade vào năm 2006. Năm 2010, cô tiếp tục làm đại biểu danh dự trong buổi diễu hành thường niên McDonald's Thanksgiving Parade tại Chicago. Jennifer Beals cho biết hai tổ chức từ thiện mà cô yêu quý nhất đó là Matthew Shepard Foundation và Pablove.
Cô cũng là vận động viên ba môn phối hợp bao gồm bơi, đạp xe và điền kinh. Năm 2008, cô tham gia gây quỹ cho những tổ chức từ thiện bằng việc tham gia thực hiện ba môn phối hợp tại Vancouver.
Năm 2008, Jennifer Beals là người phát ngôn tình nguyện ủng hộ chiến dịch tranh cử của ông Obama. Cô hai lần đến bang Ohio và Pennsylvania để vận động tranh cử, cô gõ cửa từng nhà để thảo luận về nhiều vấn đề và đặc biệt là những vấn đề liên quan đến cộng đồng LGBT.
Jennifer Beals theo học rất nhiều tôn giáo và tín ngưỡng. Tháng 7 năm 2011, trong chuyến viếng thăm đến Chicago của nhà sư Đạt-lại Lạt-ma, cô đã diễn thuyết trong buổi thuyết giảng Bắc nhịp cầu giữa các Niềm Tin (Bridging the Faith Divide).

## Các phim đã tham gia
| 1980 | My Bodyguard                                | Bạn của Clifford               |                       |
| 1983 | Flashdance                                  | Alex Owens                     |                       |
| 1985 | The Bride                                   | Eva                            |                       |
| 1988 | The Gamble                                  | Lady Olivia Candioni           | còn gọi là La Partita |
| 1988 | Split Decisions                             | Barbara Uribe                  |                       |
| 1989 | Vampire's Kiss                              | Rachel                         |                       |
| 1989 | Sons                                        | Transvestite                   |                       |
| 1990 | Dr.M                                        | Sonja Vogler                   |                       |
| 1991 | Blood and Concrete                          | Mona                           |                       |
| 1992 | In the Soup                                 | Angelica Pena                  |                       |
| 1992 | Day of Atonement                            | Joyce                          |                       |
| 1992 | Indecency                                   | Ellie Shaw                     | Phim truyền hình      |
| 1992 | Terror Stalks the Class Reunion             | Virginia                       | Phim truyền hình      |
| 1993 | Caro diario                                 | Herself                        |                       |
| 1993 | The Princess and the Cobbler                | Công chúa YumYum (lồng tiếng)  |                       |
| 1993 | Night Owl                                   | Julia                          | Phim truyền hình      |
| 1994 | Dead on Sight                               | Rebecca Darcy                  |                       |
| 1994 | Mrs. Parker and the Vicious Circle          | Gertrude Benchley              |                       |
| 1994 | The Search for One-eye Jimmy                | Ellen                          |                       |
| 1995 | Four Rooms                                  | Angela                         |                       |
| 1995 | Let It Be Me                                | Emily Taylor                   |                       |
| 1995 | Devil in a Blue Dress                       | Daphne Monet                   |                       |
| 1995 | Arabian Knight                              | Công chúa YumYum (lồng tiếng)  | Miramax version       |
| 1997 | Wishful Thinking                            | Elizabeth                      |                       |
| 1997 | The Twilight of the Golds                   | Suzanne Stein                  |                       |
| 1998 | Body and Soul                               | Gina                           |                       |
| 1998 | The Prophecy II                             | Valerie Rosales                |                       |
| 1998 | The Last Days of Disco                      | Nina                           |                       |
| 1998 | The Spree                                   | Xinia Kelly                    | Phim truyền hình      |
| 1999 | Something More                              | Lisa                           |                       |
| 1999 | Turbulence 2: Fear of Flying                | Jessica                        |                       |
| 2000 | Militia                                     | Julie Sanders                  |                       |
| 2000 | Without Malice                              | Samantha Wilkes                | Phim truyền hình      |
| 2000 | A House Divided                             | Amanda Dickson                 | Phim truyền hình      |
| 2001 | Out of Line                                 | Parole Officer Jenny Capitanas |                       |
| 2001 | The Anniversary Party                       | Gina Taylor                    |                       |
| 2001 | The Big House                               | Lorraine Brewster              | Phim truyền hình      |
| 2001 | After the Storm                             | Mrs. Gavotte                   | Phim truyền hình      |
| 2001 | The Feast of All Saints                     | Dolly Rose                     | Phim truyền hình      |
| 2002 | 13 Moons                                    | Suzi                           |                       |
| 2002 | Roger Dodger                                | Sophie                         |                       |
| 2002 | They Shoot Divas, Don't They?               | Sloan McBride                  | Phim truyền hình      |
| 2003 | Runaway Jury                                | Vanessa Lembeck                |                       |
| 2004 | Catch That Kid                              | Molly                          |                       |
| 2005 | Break a Leg                                 | Juliet                         |                       |
| 2005 | ''Desolation Sound''                        | Elizabeth Storey               |                       |
| 2006 | The Grudge 2                                | Trish                          |                       |
| 2006 | Troubled Waters                             | Đặc vụ Jennifer Beck           |                       |
| 2007 | My Name Is Sarah                            | Sarah Winston                  | Phim truyền hình      |
| 2009 | Queen to Play                               | L'Américaine                   |                       |
| 2010 | The Book of Eli                             | Claudia                        |                       |
| 2010 | A Night for Dying Tigers                    | Melanie                        |                       |
| 2010 | The Night Before the Night Before Christmas | Angela Fox                     | Phim truyền hình      |

| 1985      | Faerie Tale Theatre                     | Cinderella                  | Tập: "Cinderella"         |
| 1990      | Tinikling ou 'La madonne et le dragon   | Patty Meredith              |                           |
| 1992      | 2000 Malibu Road                        | Perry Quinn                 | 6 tập                     |
| 1997      | The Outer Limits                        | Robin Dysart                | Tập: "Bodies of Evidence" |
| 1997–1998 | Nothing Sacred                          | Justine Madsen Judd         | 2 tập                     |
| 1999      | The Hunger                              | Jane                        | Tập: "And She Laughed"    |
| 2001      | The Feast of All Saints (TV Miniseries) | Dolly Rose                  |                           |
| 2004–2009 | The L Word                              | Bette Porter                | Vai chính                 |
| 2004      | Frasier                                 | Dr. Anne Ranberg            | 2 tập                     |
| 2007      | Law & Order                             | Sofia Archer                | Tập: "Charity Case"       |
| 2009–2011 | Lie to Me                               | Zoe Landau                  |                           |
| 2011      | The Chicago Code                        | Teresa Colvin               | Vai chính                 |
| 2012      | Castle                                  | Nhân viên CIA Sophia Turner | 2 tập                     |

Tháng 8 năm 2012, Jennifer Beals đóng vai Thiếu tá Jo Stone trong một bộ phim ngắn mang tên Lauren bên cạnh nữ diễn viên Troian Bellisario. Bộ phim được chiếu trên Kênh WIGS tại Youtube. Lauren phản ánh khía cạnh rất nhạy cảm về một nữ quân nhân bị xâm hại tình dục khi đang phục vụ trong quân đội Mỹ.

## Các giải thưởng và đề cử

### Giải thưởng
- 1988 Satellite Awards: Nữ diễn viên chính xuất sắc nhất cho cho truyền hình - Twilight of the Golds (1997)
- Image Awards 1984: Nữ diễn viên chính phim điện ảnh xuất sắc nhất - Flashdance (1983)

### Đề cử
- NAACP Image Award 2008 cho Nữ diễn viên chính phim truyền hình dài tập xuất sắc nhất - The L Word (2004)
- NAACP Image Award 2007 cho Nữ diễn viên chính phim truyền hình dài tập xuất sắc nhất - The L Word (2004)
- Satellite Award 2005 cho Nữ diễn viên chính phim truyền hình dài tập xuất sắc nhất - The L Word (2004)
- NAMIC Vision Awards cho Nữ diễn viên chính xuất sắc nhất - The L Word (2004)
- DVD Exclusive Awards, Video Premiere Award 2001 cho Nữ diễn viên phụ xuất sắc nhất - Something More (1999)
- Satellite Award 2001 cho Diễn xuất xuất sắc nhất - A House Divided (2000)
- NAACP Image Award 1996 cho Nữ diễn viên chính phim điện ảnh xuất sắc nhất - Devil In A Blue Dress (1995)
- Jupiter Awards cho Nữ diễn viên chính xuất sắc nhất - Flashdance (1984)
- Giải Quả cầu vàng cho Diễn xuất xuất sắc nhất - Flashdance (1984)

### Đóng góp và công nhận
- Matthew Shepard Foundation Making a Difference Award (2011)
- The Center Orange County TorchBearer Award (2010)
- Glaad Media Awards: Golden Gate Award (2005)
- Power Up Artistry Award (2004)
- Maverick Tribute Award Cinequest San Jose Film Festival (1999)